# Patrick Derler
Patrick Derler (* 24. November oder 25. November 1986) ist ein österreichischer Politiker der Freiheitlichen Partei Österreichs (FPÖ). Seit dem 17. Dezember 2019 ist er Abgeordneter zum Landtag Steiermark.

## Leben
Patrick Derler engagiert sich seit 2009 in der FPÖ. 2009 wurde er im Bezirk Weiz Obmann des Ringes Freiheitlicher Jugend (RFJ). Nach der Gemeinderatswahl 2010 wurde er Mitglied des Gemeinderates in Haslau bei Birkfeld. 2011 wurde er Betriebsrat bei der Andritz Hydro in Weiz, wo er später Betriebsratsvorsitzender und Zentralbetriebsrat wurde. 2014 wurde er Kammerrat in der steirischen Arbeiterkammer. Nach der Steiermärkischen Gemeindestrukturreform und der Gemeinderatswahl 2015 wurde er zum 2. Vizebürgermeister der fusionierten Marktgemeinde Birkfeld gewählt.
Ende März 2019 wurde Derler als Nachfolger von Erich Hafner zum FPÖ-Bezirksparteiobmann im Bezirk Weiz gewählt.
Bei der Landtagswahl 2019 kandidierte er auf dem 21. Listenplatz der Landesliste sowie hinter Mario Kunasek und Ewald Schalk auf dem dritten Listenplatz im Landtagswahlkreis 2 (Oststeiermark). Am 17. Dezember 2019 wurde er zu Beginn der XVIII. Gesetzgebungsperiode als Abgeordneter zum Landtag Steiermark angelobt, wo er Mitglied im Ausschuss für Bildung, Gesellschaft und Gesundheit und in den Ausschüssen für Petitionen, Landwirtschaft sowie Infrastruktur wurde. Im FPÖ-Landtagsklub ist er für die Bereiche Arbeit, Behindertenwesen, Familie, Lehrlinge und Pflege zuständig. Im Februar 2025 wurde er am Bezirksparteitag der FPÖ Bezirk Weiz mit 100 Prozent der Stimmen als Bezirksparteiobmann bestätigt.